# Велес Рубио
Велес Рубио (на испански: Vélez-Rubio) е населено място и община в Испания. Намира се в провинция Алмерия, в състава на автономната област Андалусия. Общината влиза в състава на района (комарка) Лос Велес. Заема площ от 282 km². Населението му е 7138 души (по данни от 2010 г.). Разстоянието до административния център на провинцията е 175 km.

## Демография
| 1997 | 1999 | 2000 | 2001 | 2002 | 2003 | 2004 | 2005 | 2006 | 2007 |
| ---- | ---- | ---- | ---- | ---- | ---- | ---- | ---- | ---- | ---- |
| 6508 | 6502 | 6519 | 6472 | 6592 | 6756 | 6905 | 7037 | 7025 | 7053 |